# Acanthoisis kimbla
Acanthoisis kimbla is een zachte koraalsoort uit de familie Isididae. De koraalsoort komt uit het geslacht Acanthoisis. Acanthoisis kimbla werd in 1998 voor het eerst wetenschappelijk beschreven door Alderslade. 